# Освіта у Нагірно-Карабаській Республіці
Освіта у Нагірно-Карабаській Республіці — система освіти у невизнаній Нагірно-Карабаській Республіці, що включає дошкільну, середню, середню спеціальну та вищу освіти. Опікується організація «Міністерство освіти та науки НКР».

## Дошкільна освіта

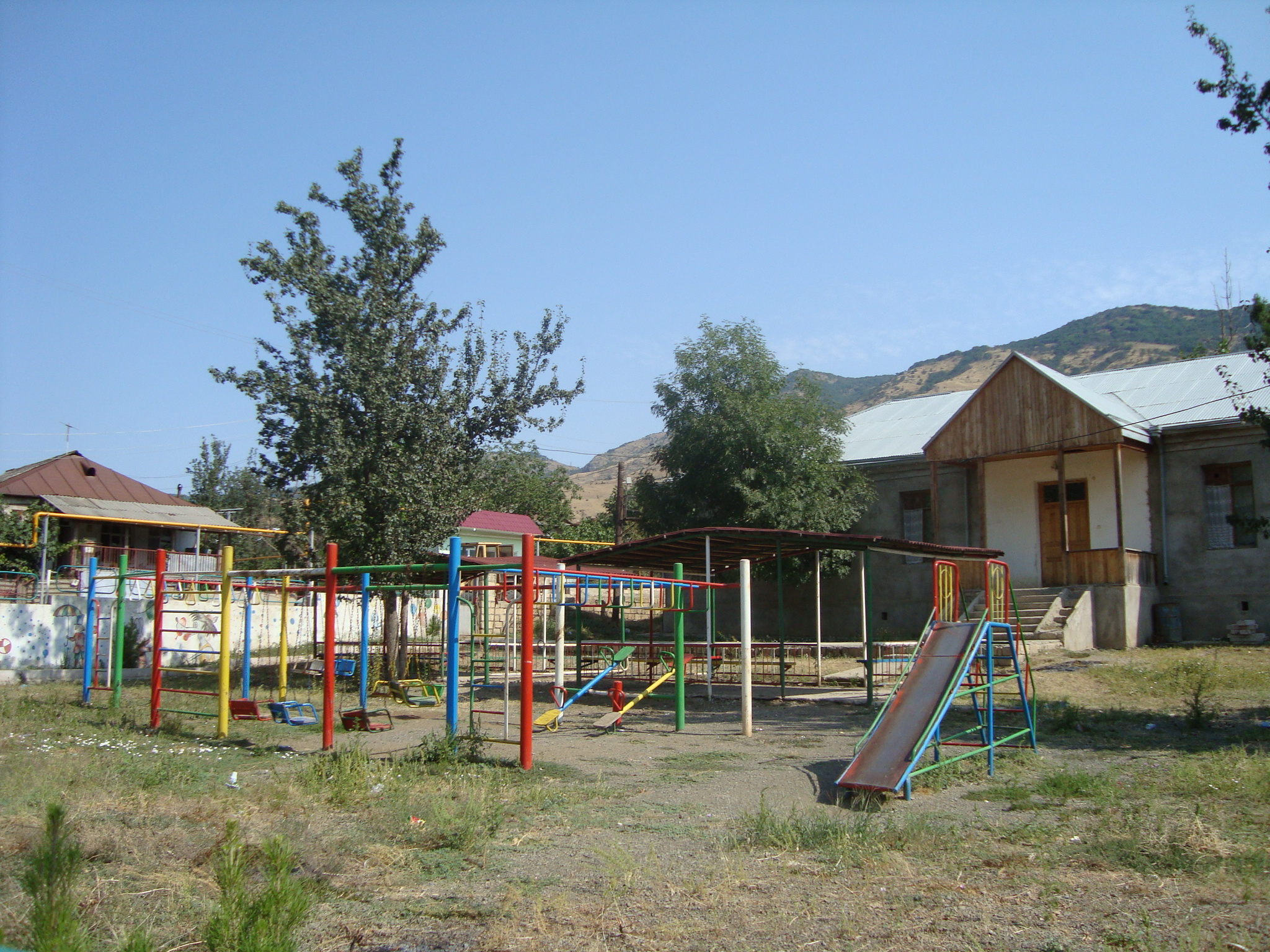
Дитячий садочок в Гадруті.

До Арцаської війни в Арцасі (НКАО) діяло близько 100 дитсадків. У поствоєнний період влада республіки приступила до відновлення повністю зруйнованої системи дошкільної освіти. У 2001 р. в Степанакерті відкрився перший державний дитсадок.
4 дитсадки відкрилися в 2007 р., протягом 2008—2009 рр. було відкрито ще 23 дитячих садочки. У 2010 р. дитсадки мали відкритись в Степанакерті та селі Ванк, державний статус мали отримати дитсадки Карін така й Айгестану. Планується відкриття дитсадків в селах Гіші і Хнушінак Мартунинського району. Окрім придбання нових програм і методичних посібників, для директорів та вихователів дитсадків організовані курси перепідготовки. Станом на сьогодні в республіці нараховується 40 дитячих садків. У дитячих садочках навчаються діти віком від трьох до шести років.
Наразі дитсадки працюють майже з подвійним навантаженням. Наприклад, в одному з дитсадків Степанакерта замість передбачених 110 дітей навчається більш ніж 190. Протягом 1-1,5 років в столиці має відкритися ще два дитсадки. В сільській місцевості, зокрема в селах Хачен, Мачкалашен та Аракел ситуація зовсім інша. Дитсадки збудовані за усіма європейськими нормами, але через невелику кількість дітей можуть бути закриті.

## Середня освіта

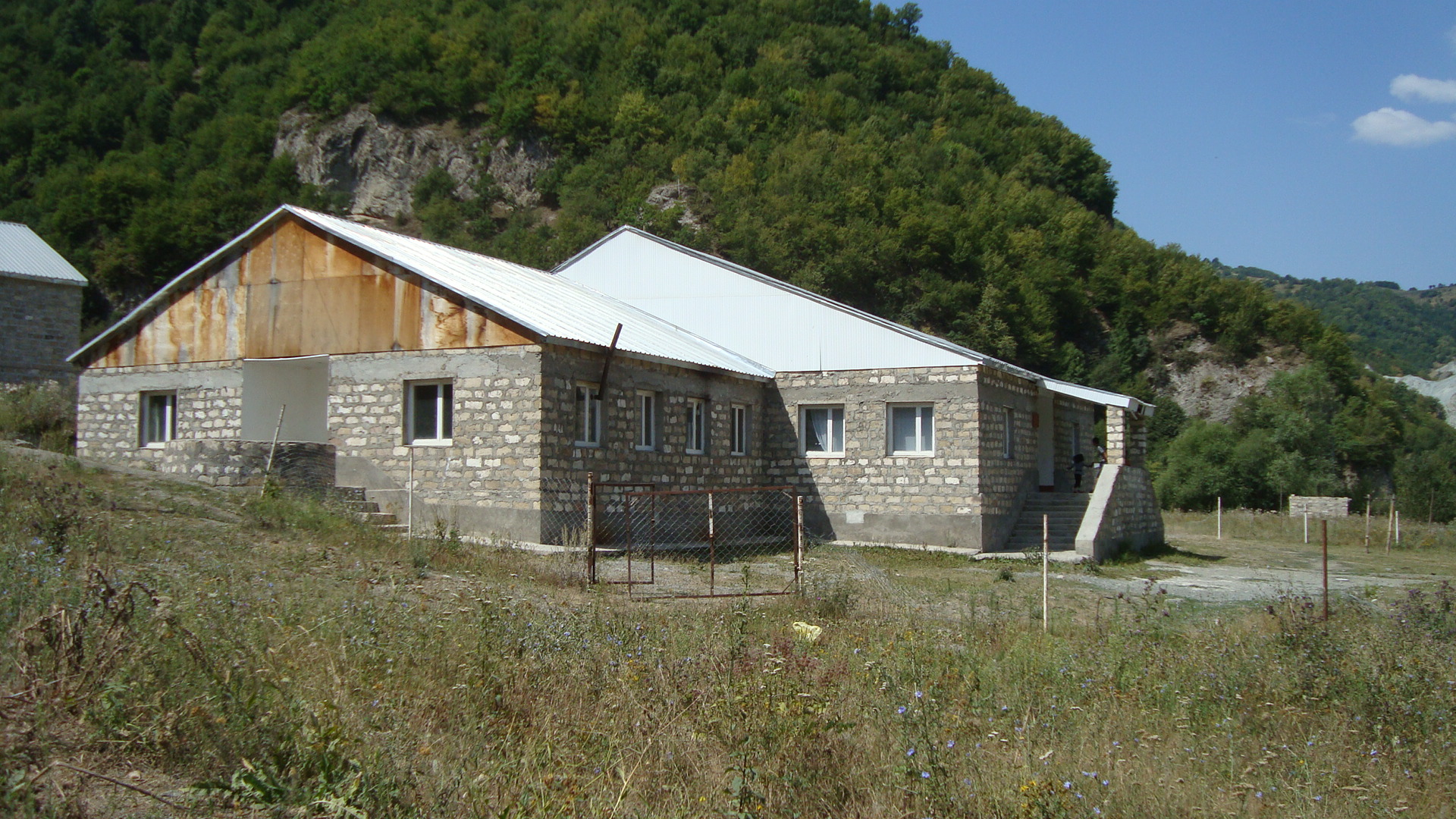
Середня школа в селі Кнараван Шаумянівського району.

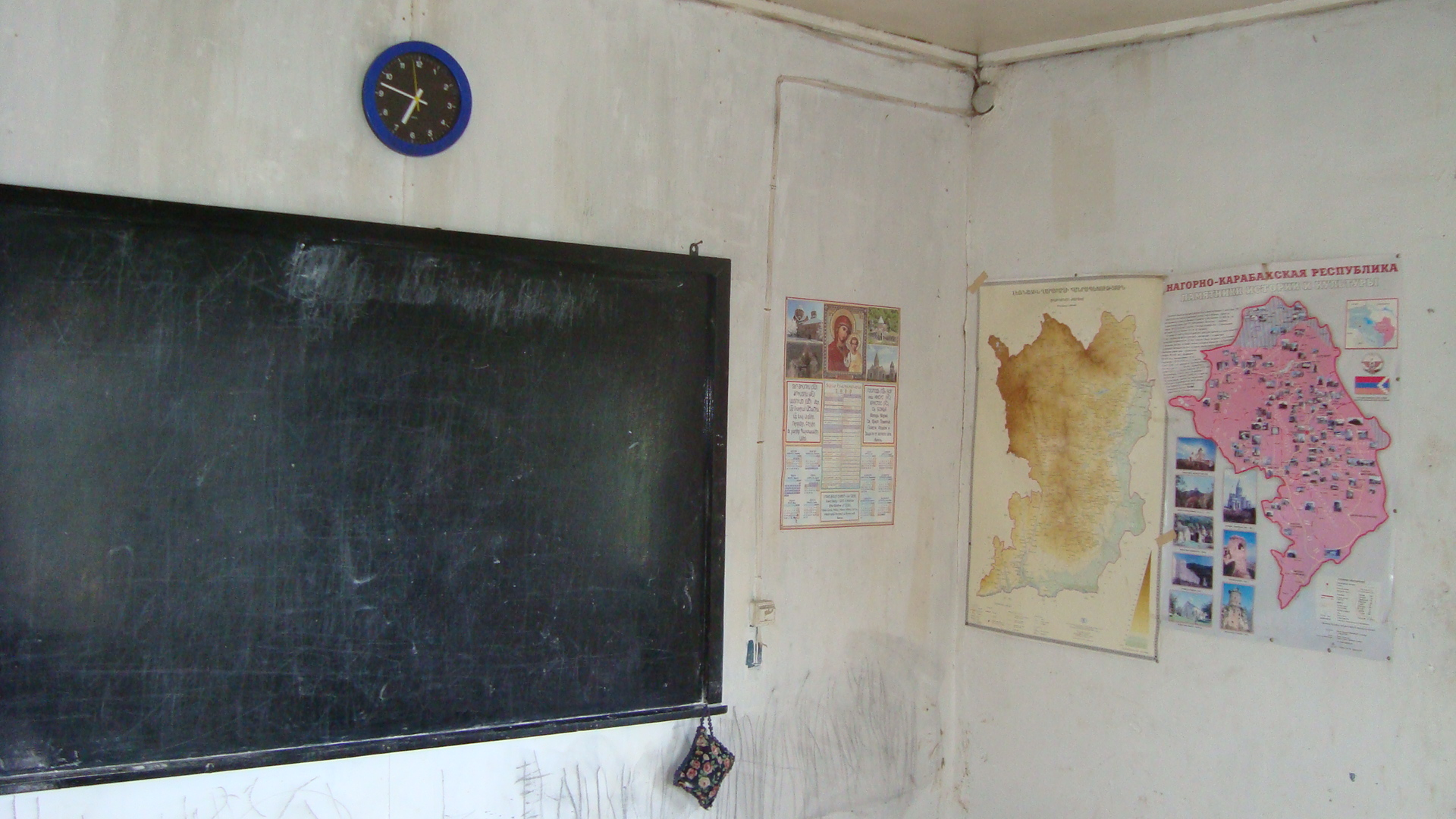
Зовнішній вигляд класу в школі села Мєхмана Мартакертського району.

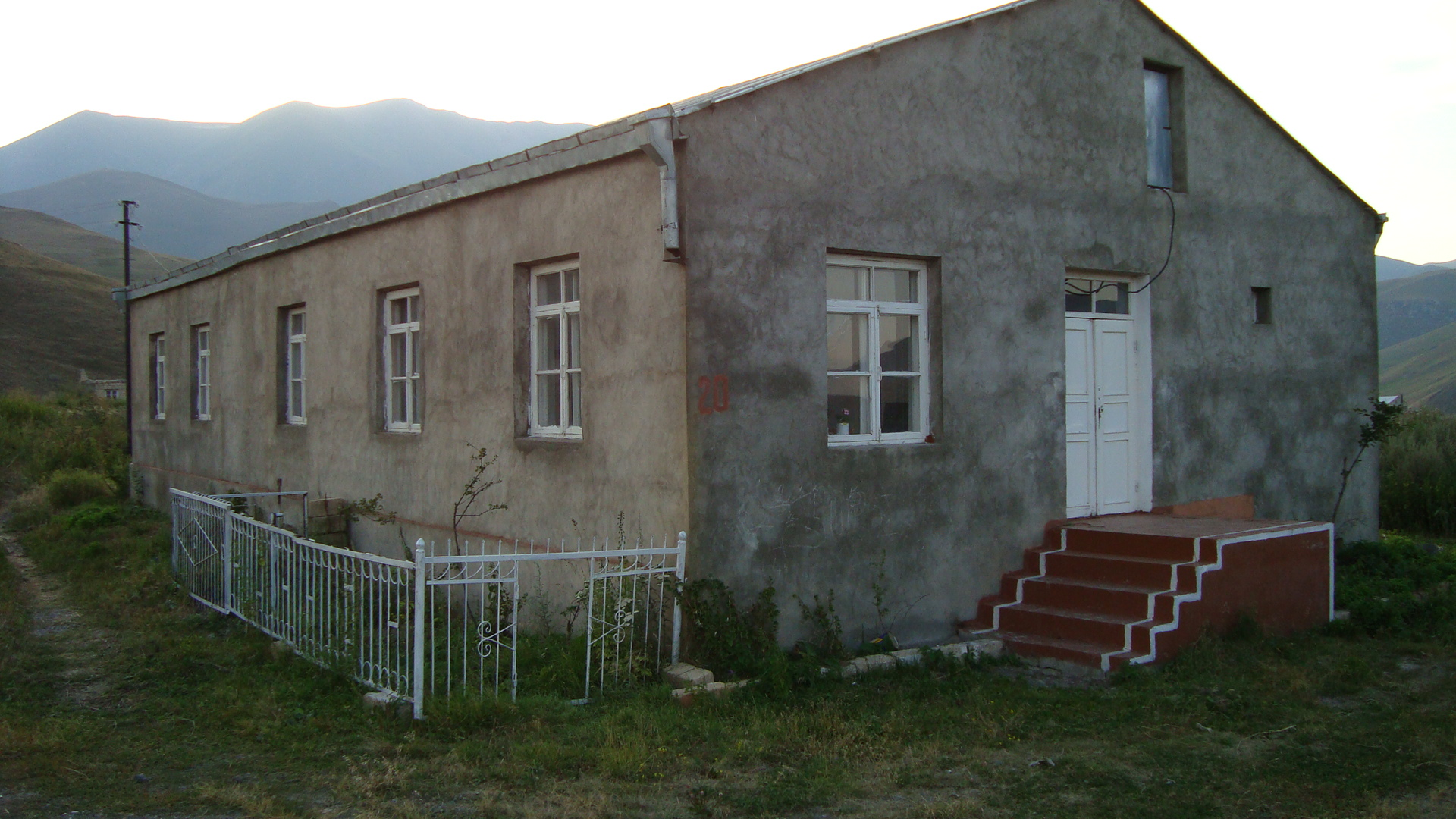
Середня школа села Цар, Шаумянівський район.

Загальноосвітні школи функціонують у всіх заселених населених пунктах республіки. Загальна кількість загальноосвітніх шкіл у НКР становить 233, з них 73 % середні, 8 % початкові та 19 % дев'ятирічні. У Степанакерті функціонує дванадцять шкіл, у Мартуні — три, у Мартакерті, Шуші та Бердзорі по дві. В усіх інших населених пунктах функціонує по одній школі.
| Регіон               | Кількість шкіл |
| -------------------- | -------------- |
| Степанакерт          | 12             |
| Аскеранський район   | 38             |
| Гадрутський район    | 30             |
| Кашатазький район    | 50             |
| Мартакертський район | 40             |
| Мартунинський район  | 40             |
| Шаумянівський район  | 15             |
| Шушинський район     | 8              |

1 вересня 2010 р. у перші класи шкіл Нагірного Карабаху пішли понад 2 тис. 200 учнів, що майже вдвічі більше від числа випускників шкіл республіки у попередньому навчальному році. У 2010—2011 р. навчальному році в Нагірному Карабасі діють 230 шкіл, в яких має навчатися близько 20 тисяч 500 дітей і викладати близько 5 тисяч вчителів.
У нових будівлях розпочали навчальний рік Степанакертська школа N11, Беркадзорська і Норагюзька школи в Аскеранському районі, школа N2 у селі Чартар Мартунинського району. У цілому за роки після азербайджано-карабаської війни (1991—1994 рр.) в НКР було побудовано близько 60 нових шкіл і приблизно стільки ж капітально відремонтовано. Однак будівлі деяких освітянських установ Степанакерту і сільських шкіл все ще потребують капітального ремонту та поліпшенні умов. У 2011 році буде завершено будівництво нових шкіл у селі Вагуас Мартакертского району і селі Гіші Мартунинского району.
З 14 по 19 березня 2011 під егідою міністерства освіти і науки Нагірно-Карабаської Республіки проходили «Дні російського слова в загальноосвітніх школах НКР». У рамках заходу відбувся конкурс читців. Кожна школа визначила чотирьох конкурсантів, в тому числі конферансьє, який представляв читця. У конкурсну програму увійшли вірш про Росію, прозовий уривок за творами російського письменника Кіма Бакші, класично віршований твір 19 століття. У ході конкурсу виявили талановитих, артистичних читців, здатних висловити художній задум автора.

## Середня спеціальна освіта

### Училища
У республіці діють два ремісничих училища, в столиці — місті Степанакерті та в другому за розміром місті — Мартуні. У ремісничих освітніх установах НКР існує проблема набору необхідного контингенту.

### Коледжі
Коледжі працюють у двох містах. Чотири коледжі розташовані в Степанакерті:
- Сільськогосподарський
- Хореографічний
- Медичний ім. Т. Камаляна
- Музичний ім. Саят-Нови

Два коледжі у четвертому за розміром місті — Шуші, серед них гуманітарний ім. Арсена Хачатряна.

### Гімназії
Діють три гімназії, всі в Степанакерті:
- Філіал Єреванської фізико-математичної школи ім. А. Шагіняна
- Арцаського державного університету
- Міністерства оборони НКР

## Вища освіта
Станом на 2009 р. у Нагірно-Карабаській Республіці діяли 5 вищих навчальних закладів, усі вони розташовані у столиці — місті Степанакерті, з них 2 державних та 3 недержавних.

Державні:
- Арцаський державний університет (навчається 555 студентів)
- Степанакертський філіал аграрного університету Вірменії (навчається 60 студентів)

Недержавні:
- Університет «Грігор Нарекаці»
- Університет «Месроп Маштоц» (має договір співробітництва з Інститутом з перепідготовки та підвищення кваліфікації викладачів соціальних і гуманітарних наук ПФУ)[6]
- Інститут прикладної творчості «Акоп Гюрджян»